# Chloris boivinii
Chloris boivinii är en gräsart som beskrevs av Aimée Antoinette Camus. Chloris boivinii ingår i släktet kvastgrässläktet, och familjen gräs. Inga underarter finns listade i Catalogue of Life.